# Papánek György
Papánek György (szlovákul: Juraj Papánek), (Kukló, Pozsony megye, 1738. április 1. – Olasz, 1802. április 11.) szlovák származású, a Magyar Királyság területén élő római katolikus plébános, történetíró.

## Élete
Papánek József és Adamovics Katalin nemes birtokos szülők fia. A gimnáziumot Nikolsburgban (Morvaország) és Pozsonyban, a bölcseletet Budán, a jogot Egerben, a teológiát Pécsett végezte, ahol 1763. április 10-én pappá szentelték; segédlelkész volt Tolnán és Bólyon. 1767-ben püspöke vörösmarti plébánossá nevezte ki, 1772-ben az olaszi plébániára helyezték át, és 1790-ben esperes lett. 1780-ban ő adta ki az első szlovákok történetével foglalkozó művet.

## Munkái
- De regno regibusque slavorum atque cum prisci-civilis, et ecclesiastici, tum hujus aevi statu gentis slavae anno Chr. 1780. Quinque-Ecclesiis. Egy táblázattal (Fándly György kiadta kivonatban: Compendiata historia gentis slavae ... c. Nagyszombat, 1793.)
- Geographica descriptio comitatus Baranyensis, et liberae regiaeque urbis Quinque-Ecclesiensis. Uo. 1783.